# Teodora (esposa de Teófilo)
Teodora (Θεοδώρα; c. 815 – c. 867), também chamada de Teodora, a Armênia e Teodora, a Abençoada, foi a Imperatriz Consorte Bizantina de 830 a 842 como a esposa do imperador Teófilo e depois regente entre 842 e 856 durante a minoridade de seu filho mais novo Miguel III. Ela é contada por historiadores modernos como uma imperatriz reinante que governou em direito próprio, em vez de apenas como regente. Ela é mais conhecida por ter encerrado em 843 um segundo período iconoclasta na história do Império Bizantino, um ato pelo qual foi reconhecida como santa pela Igreja Ortodoxa. Durante seu reinado os bizantinos perderam o controle da Sicília e fracassaram na tentativa de retomar Creta, mas fora isso sua política externa foi muito bem-sucedida. O Império Bizantino conseguiu ganhar até 856 uma vantagem sobre o Primeiro Império Búlgaro e o Califado Abássida, enquanto as tribos eslávicas do Peloponeso tinham sido forçadas a pagar tributos, tudo isso sem diminuir as reservas imperiais de ouro.
Teodora possivelmente tinha ascendência armênia e nasceu em uma família rural de mercadores e oficiais militares da região da Paflagônia. Ela foi selecionada em 830 pela imperatriz viúva Eufrósine, a madrasta de Teófilo, para um desfile de noivas diante do jovem imperador. Ela foi escolhida por Teófilo e coroada imperatriz consorte em 5 de junho de 830. Teófilo era um iconoclasta, porém não se sabe o quanto ele sabia que Teodora era uma iconófila. Ela participava lealmente dos assuntos e cerimônias imperiais e deu a Teófilo sete filhos, dois meninos e cinco meninas, mas secretamente continuou a venerar imagens durante o reinado do marido. Ele morreu de disenteria em 20 de janeiro de 842, provavelmente antes dos trinta anos de idade. Teófilo nomeou Teodora em seu leito de morte como regente para Miguel, então com apenas dois anos de idade, também designando vários conselheiros para auxilia-la. O mais proeminente destes conselheiros foi o logóteta e eunuco Teoctisto, que se tornaria um confidente próximo de Teodora.
Ela se mostrou uma governante capaz, inspirando lealdade, se cercando de oficiais experientes e não tendo rivais óbvios. A reintrodução da veneração de imagens ocorreu sem grandes problemas, porém hereges paulicianos foram brutalmente oprimidos por ordens dela. Teodora conseguiu proteger o império de ataques búlgaros pela diplomacia, enquanto o saque bizantino da cidade de Anazarbo na Cilícia encerrou a ameaça árabe no futuro próximo. Miguel passou a temer que sua mãe iria depô-lo para reinar sozinha. Ele ficou furioso que ela se recusou a deixa-lo escolher sua própria esposa, assim convocou seu tio Bardas de volta do exílio e os dois assassinaram Teoctisto em 855. Miguel conseguiu derrubá-la em 15 de março de 856 e se tornou o único imperador. Teodora continuou a viver no palácio por alguns anos até ser confinada em um convento junto com suas filhas. É possível que ela tenha sido solta por Miguel em 863 e assumido uma função cerimonial na corte, morrendo pouco depois do filho ser assassinado por Basílio I.

## Família
Teodora nasceu por volta do ano de 815 em Ebissa, na região da Paflagônia, no Império Bizantino. Era filha do drungário e turmache Marino, que morreu em algum momento antes de 830, com sua esposa Teoctista Florina. Teodora tinha dois irmãos, Bardas e Petronas, e também três irmãs mais novas, Sofia, Maria e Irene. Irene possivelmente se casou anos depois com o comandante militar Teófobo.
A família de Teodora era da área rural da Paflagônia, acreditando-se ser de origem armênia, porém nenhuma fonte contemporânea descreve Teodora como sendo armênia. Uma ligação entre sua família e o clã nobre armênio dos Mamicônios foi sugerido no passado, mas não existem fontes suficientes para provar que tal conexão realmente existiu. De qualquer forma, a família de Teodora era associada com algumas famílias armênias da capital. Era sobrinha de Manuel, o Armênio, um proeminente estratego que brevemente entre 819 e 820 comandou todas as cinco províncias bizantinas asiáticas. É possível que sua família estava envolvida no comércio pelo Mar Negro, pois eram donos de navios usados comercialmente. Não se sabe se a família de Teodora, com exceção de Manuel, tinha boas conexões antes dela se tornar imperatriz.

## Imperatriz consorte

### Seleção e casamento
A imperatriz viúva Eufrósine, madrasta do jovem imperador Teófilo, realizou em 830 um desfile de noivas para ele, escolhendo pessoalmente uma seleção de jovens reunidas por oficiais que tinham sido previamente enviados para encontrar as mulheres mais bonitas e bem-nascidas das províncias do império. Teófilo nasceu por volta de 812 e 813 e foi coroado coimperador em 821 ao lado de seu pai Miguel II, tornando-se o único imperador em 829 depois da morte de Miguel. Ele era um iconoclasta, alguém contra a veneração de imagens, pois o Império Bizantino tinha retornado para a iconoclastia em 815 durante o reinado do imperador Leão V, predecessor de seu pai.
Teófilo transformou o desfile em um grande espetáculo, realizado em um salão grandioso e recentemente construído no palácio imperial. Ele acabou escolhendo Teodora e indicou sua escolha ao lhe presentear com um pomo de ouro. Segundo o crônico Simeão Logóteta do século X, Teófilo inicialmente ficou encantado pela beleza de outra mulher, Cássia, posteriormente uma poeta e compositora de destaque, e cinicamente disse para ela que "por uma mulher, o mau chegou ao homem", uma referência à Eva. Este comentário, considerado pela historiadora Judith Herrin como tendo sido uma "maneira infeliz de atrair o afeto de uma futura esposa", fez Cássia responder que "por uma mulher, coisas melhores começaram", se referindo à Maria. Teófilo foi pego de surpresa pela resposta ousada e então entregou o pomo para Teodora. Segundo o historiador Warren Treadgold, Teodora era "bonita", sensível e adaptável, sendo um bom par para Teófilo. Entretanto, o imperador inicialmente não percebeu que ela, assim como Eufrósine, era uma iconófila. Teodora foi coroada imperatriz na Igreja de Santo Estêvão em Dafne em 5 de junho de 830, com o casal então se casando na Santa Sofia.

### Atividades

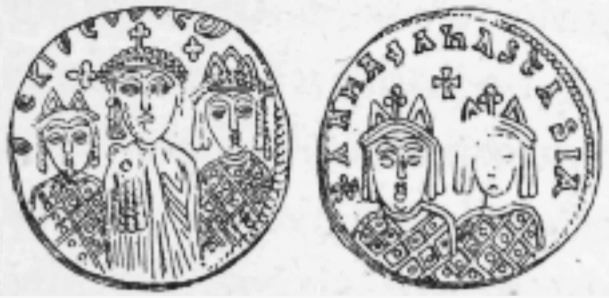
Moeda cunhada no reinado de Teófilo, mostrando o imperador com Teodora e Tecla no anverso (esquerda), e Ana e Anastácia no reverso (direita)

Teodora, após sua coroação, doou sete quilogramas de ouro para o patriarca João VII de Constantinopla, a mesma quantidade para o clero e 23 quilogramas para o Senado. Boa parte do tempo de Teodora foi passado dando à luz seus filhos e cuidando deles. Teófilo e Teodora tiveram sete filhos: os meninos Constantino e Miguel, e as meninas Tecla, Ana, Anastácia, Pulquéria e Maria. Constantino brevemente reinou como coimperador, mas morreu afogado em uma cisterna do palácio aos dois anos de idade. Teófilo, diferentemente de muitos imperadores, tinha grande orgulho de suas filhas. Tecla, Ana e Anastácia eram as filhas mais velhas e todas foram proclamadas augustas no final da década de 830, sendo comemoradas em moedas incomuns que mostravam Teófilo com Teodora e Tecla no anverso, enquanto Ana e Anastácia eram mostradas no reverso. Constantino talvez tenha sido o mais velho de todos ou o quarto geral, Pulquéria e Maria eram a quinta e a sexta, enquanto Miguel era o mais novo de todos.
Teodora aparentemente continuou a venerar imagens secretamente durante o reinado de Teófilo, mesmo com a desaprovação do marido. Não fica claro até que ponto ela praticava essas crenças e também não se sabe o quanto ele sabia. É possível que Teodora manteve essa veneração em segredo por causa da privacidade dos aposentos femininos no palácio imperial. Se Teófilo sabia, não é claro até que ponto suas diferentes convicções religiosas os afetaram em nível pessoal. Em certo momento a imperatriz conseguiu que seu marido libertasse o pintor iconófilo Lázaro Zografo.
O relacionamento entre o imperador e a imperatriz nem sempre foi bom. Foi revelado em 839 que Teófilo estava tendo um caso com uma das atendentes de Teodora, algo que a imperatriz não aceitou bem e fez se tornar público. O imperador encerrou o caso e pediu desculpas para a esposa, construindo um palácio em ta Karianos para suas filhas como parte de seu pedido de desculpas. Segundo um relato possivelmente inventado, o casal teve uma discussão depois de Teófilo ter avistado um bom navio mercante no porto, ter perguntado quem era o proprietário e sido informado que era sua esposa. Ele considerou que atividades comerciais eram incompatíveis com a vida imperial, exclamando "O quê! Minha esposa fez de mim, um imperador, em um comerciante?", imediatamente ordenando que o navio e sua carga fossem queimados.

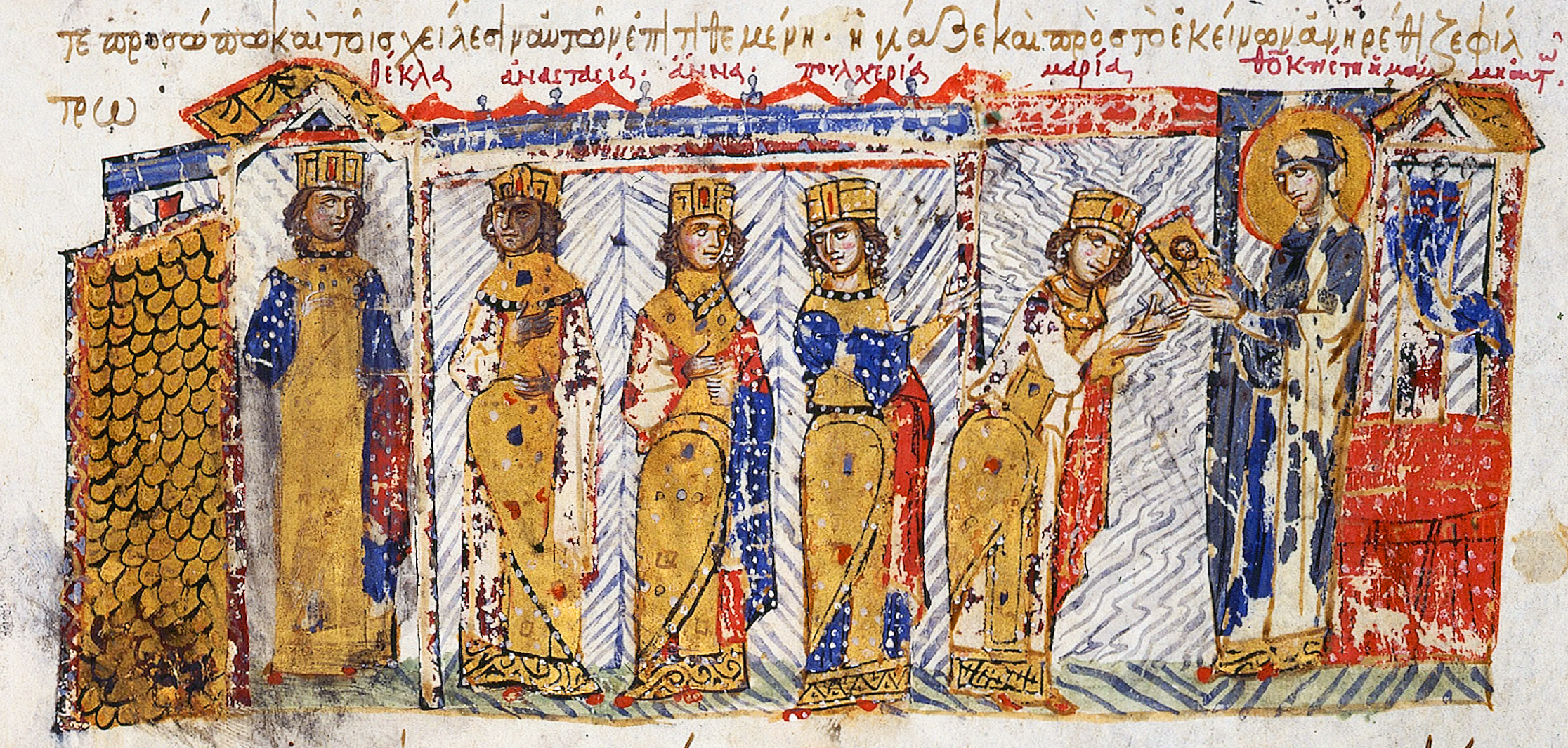
Iluminura mostrando as cinco filhas de Teófilo e Teodora sendo instruídas na veneração de imagens por sua avó materna Teoctista.

A veneração de imagens por Teodora às vezes levou a conflitos com Teófilo. Ela frequentemente enviava as filhas ao mosteiro onde Eufrósine tinha ido viver após 830, onde, sem o conhecimento do imperador, elas também foram ensinadas a venerar imagens. As filhas mais velhas eram mais inteligentes e mantiveram isso em segredo, porém Pulquéria, que tinha dois anos de idade, contou ao pai em meados de 839 sobre as "bonitas bonecas" mantidas em uma caixa no mosteiro e como as meninas costumavam beijá-las. Teófilo ficou furioso e proibiu as filhas de visitarem Eufrósine novamente e possivelmente forçou a madrasta a deixar o mosteiro. De qualquer forma, os ensinamentos iconófilos de Teodora e Eufrósine já tinham sido bem-sucedidos, com nenhum dos filhos do casal tendo se tornado iconoclastas quando adultos.
Teodora celebrou várias cerimônias públicas junto com seu marido. Apesar dela praticamente nunca ter testemunhado essas cerimônias antes de se casar e tornar imperatriz, não existem evidências de que ela algumas vez cometeu algum erro em suas ações, possivelmente porque foi auxiliada por Eufrósine. Teodora também participou de celebrações das realizações militares do marido, aparecendo junto dele em triunfos ocorridos em 831 e 837, além de ser a anfitriã de uma recepção especial para os comandantes militares de Teófilo no vilarejo de Hieria após sua primeira vitória militar. O imperador morreu de disenteria em 20 de janeiro de 842, após aproximadamente doze anos de reinado, quando provavelmente tinha menos de trinta anos de idade. Teófilo, em seu leito de morte, fez um discurso eloquente para seus cortesãos e comandantes militares, implorando para que eles defendessem os direitos de Teodora e seu herdeiro Miguel, então com apenas dois anos de idade.

## Reinado

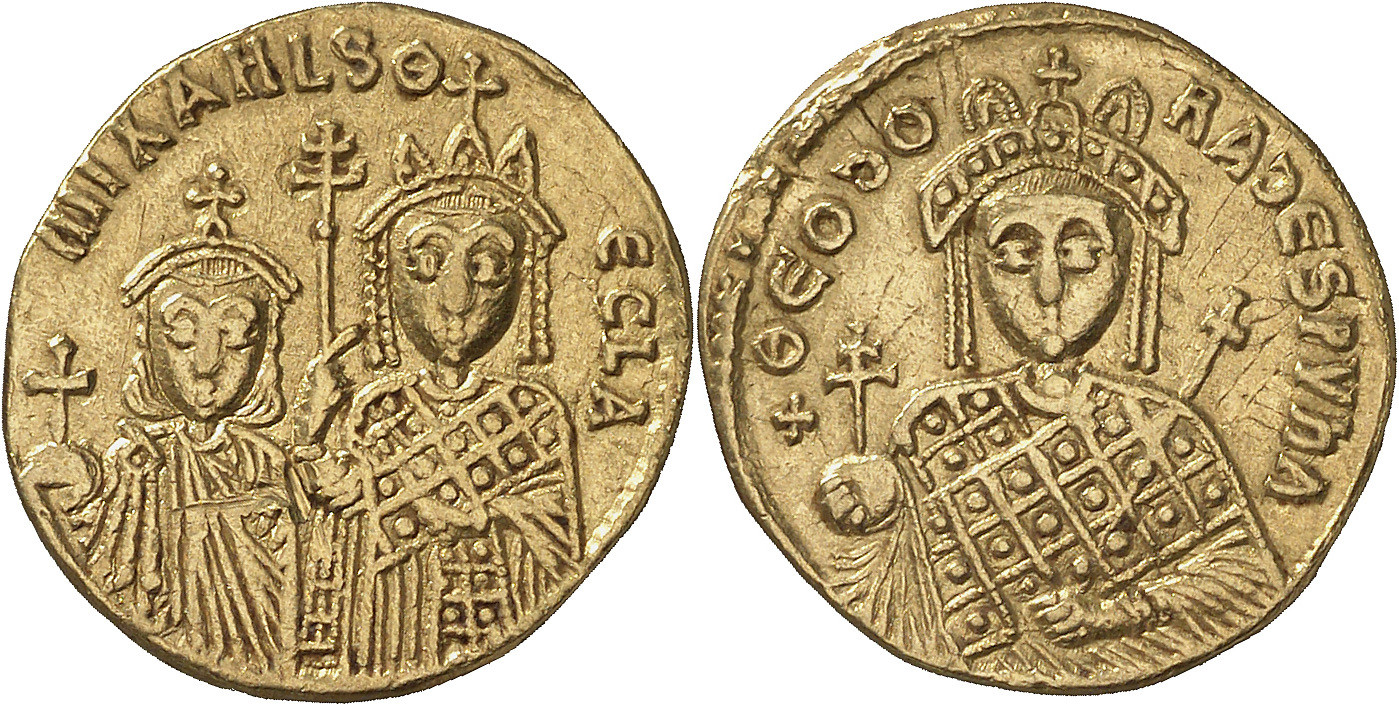
Moeda cunhada no primeiro ano de reinado de Teodora, mostrando a imperatriz sozinha no anverso (direita) e sua filha Tecla mais proeminentemente no reverso (esquerda) do que Miguel

A morte de Teófilo, assim como havia ocorrido após a morte de Leão IV em 780, fez com que um imperador iconoclasta fosse sucedido por uma esposa iconófila e um filho menor de idade. Diferentemente da imperatriz Irene, esposa de Leão, que depois derrubou seu filho Constantino VI e reinou em direito próprio, Teodora não era tão implacável e não precisou usar métodos drásticos para tomar o poder. Ela estava com menos de trinta anos de idade, mas tinha vários conselheiros leais e competentes e era ela própria uma líder capaz e que inspirava lealdade. Nunca se casou novamente, algo que permitiu que mantivesse sua independência e autoridade.
Dentre os conselheiros e apoiadores mais proeminentes de Teodora estavam seus irmãos, seu parente Sérgio Nicetiata e também o logóteta e eunuco Teoctisto. A maioria destes também eram iconófilos, porém alguns, como Teoctisto, eram iconoclastas até recentemente. Teoctisto e possivelmente Bardas tinham sido nomeados por Teófilo. O imperador também tinha nomeado Manuel, tio da imperatriz, mas é possível que este já tivesse morrido. Teófilo talvez tenha achado importante nomear oficiais tão experientes para ajudar a esposa devido ao reinado anterior de Irene. Não há evidências de que ele fez isso por causa das convicções religiosas de Teodora. Ela foi criticada por um asceto chamado Simeão pouco depois de ascender ao poder, supostamente respondendo a ele que "Já que você chegou a esta conclusão, afaste-se de mim. Pois fui ensinada e aprendi com meu parceiro e marido, governarei com mão firme. Verás".

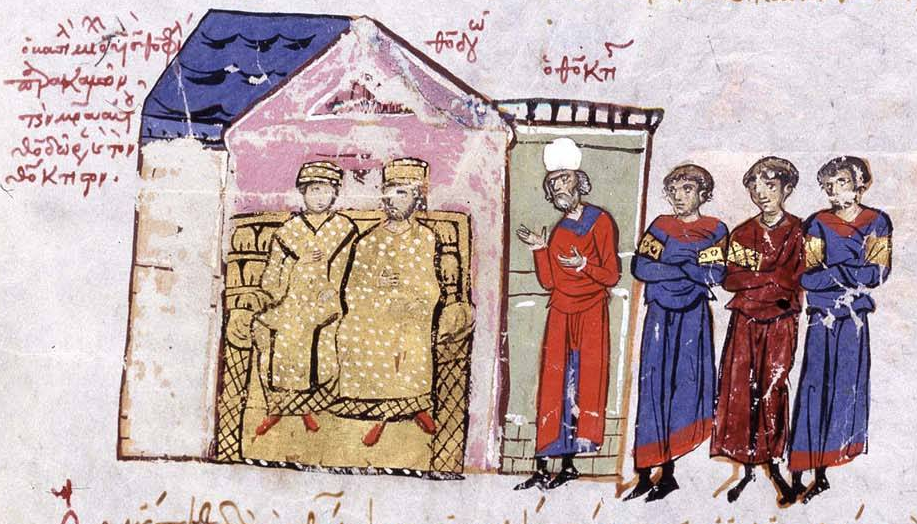
Iluminura mostrando Miguel e Teodora com alguns cortesãos, incluindo Teoctisto

A extensão dos poderes de Teodora são debatidos por acadêmicos modernos. A enciclopédia Oxford Dictionary of Byzantium a reconhece como tendo sido uma imperatriz reinante, mas também afirma que Teoctisto manteve grande poder durante o período. O historiador John Bagnell Bury afirmou que a posição de Teodora era muito similar àquela de Irene durante a minoridade de Constantino VI e que o governo imperial foi conduzido conjuntamente por Teodora e o menor Miguel III, com a real autoridade "investida sobre a mãe provisoriamente". O historiador Charles Abraham Elton também contou Teodora como uma monarca do Império Bizantino. Vários acadêmicos mais recentes defenderam que ela governou como imperatriz reinante, não apenas como regente. Segundo a historiadora Lynda Garland, é difícil determinar se Teodora ou Teoctisto era o principal responsável por governar o império durante a minoridade de Miguel, mas que um ou ambos devem ser considerados "notavelmente bem-sucedido(s) no governo". Independentemente se Teoctisto era o verdadeiro poder por trás do trono ou um mero conselheiro, é evidente que ele era uma autoridade governamental com um histórico de serviço longo e leal, tendo contribuído e influenciado a política imperial durante o reinado de Teodora.
Foi registrado que Teodora lidava com as questões de estado, nomeava ministros e autoridades, cuidava da diplomacia estrangeira e enviava embaixadores para a Bulgária, Califado Abássida e Estados Papais. Moedas cunhadas em seu primeiro ano de reinado mostravam Teodora sozinha no anverso e sem outros regentes. Miguel e Tecla foram representados no reverso. Teodora era a única que recebia um título, o de déspota. Desta forma ela era claramente representada como a governante principal. Estas moedas serviram para estabelecer sua própria autoridade como governante e associar seus jovens herdeiros. As moedas também representavam Tecla mais proeminentemente do que Miguel, mostrando que ela foi nomeado coimperatriz ao lado do irmão. Um selo imperial dos primeiros anos de reinado dá não apenas a Miguel mas também a Teodora e Tecla o título de "Imperador dos Romanos". Moedas posteriores mostram uma imagem de Cristo Pantocrator em um lado e Teodora com Miguel no outro.

### Restauração das imagens

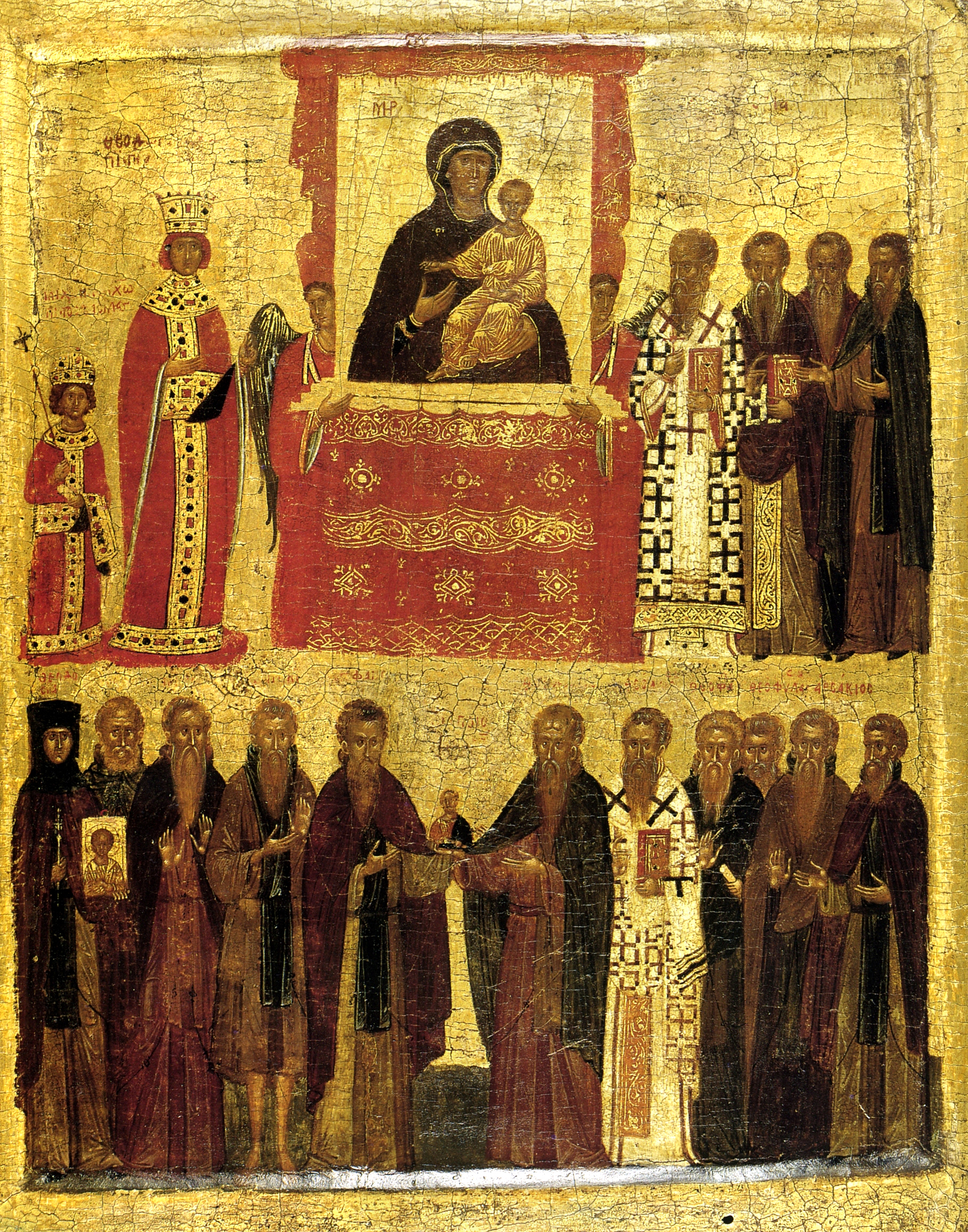
Imagem do século XIV ou XV do Triunfo da Ortodoxia. Teodora e Miguel estão no canto superior esquerdo, enquanto o patriarca Metódio está no canto superior direito

Teodora, como tinha apoio considerável, restaurou em março de 843 a veneração de imagens no Concílio de Constantinopla, apenas catorze meses depois da morte de Teófilo, encerrando o segundo período iconoclasta bizantino. Ela afirmou que seu marido tinha se arrependido da iconoclastia no leito de morte com o objetivo de contornar oposição e salvar o legado de Teófilo. Esta história também garantiu que a iconoclastia de Teófilo não afetaria negativamente o reinado de Miguel no futuro. Os membros mais proeminentes do concílio foram Teodora, Teoctisto, Nicetiata, Bardas e Petronas, fazendo o concílio mais se parecer com uma reunião familiar. O grupo se encontrava na casa de Teoctisto, onde condenaram a iconoclastia ao aceitarem o Segundo Concílio de Niceia de 787.
João VII, o patriarca iconoclasta de Constantinopla, foi deposto e substituído pelo iconófilo Metódio I. Todo o processo foi realizado em relativa tranquilidade, porém João inicialmente se recusou a deixar a residência do patriarca e mostrou ferimentos em seu estômago que ele alegou terem sido infligidos pelos guardas imperiais, porém é mais provável que ele próprio os causou. Ele também causou problemas no exílio em um mosteiro no Bósforo, ordenando que um servo furasse os olhos de uma imagem; Teodora inicialmente queria cegá-lo, porém acabou ordenando que João fosse chicoteado duzentas vezes. Metódio em seguida depôs a maioria dos bispos do império porque eles tinham se oposto ao Segundo Concílio de Niceia. A restauração das imagens foi celebrada em 11 de março de 843 com uma grande procissão para Santa Sofia. Este dia tem sido celebrado desde então como o Triunfo da Ortodoxia.
Uma ação simbólica realizada para marcar a restauração das imagens foi a profanação da tumba do imperador Constantino V, um defensor da iconoclastia. Seus restos mortais foram removidos de sua tumba na Igreja dos Santos Apóstolos e queimados, com suas cinzas espalhadas para que nenhum local ficasse associado ao seu enterro. Sua tumba na igreja foi substituída por uma tumba para a imperatriz Irene, cujos restos mortais foram transferidos de seu antigo local de enterro na ilha de Prinquipo, reunindo-a com os restos de seu marido Leão IV e de outros governantes do império. É possível que Teodora admirava Irene por esta ter sido uma governante mulher anterior e também uma restaurada de imagens. A tumba de Irene seria posteriormente comemorada como local de descanso de uma heroína iconófila.
Apesar da iconoclastia ordinária ter desaparecido do Império Bizantino, uma ameaça religiosa maior eram os hereges paulicianos, concentrados na Anatólia oriental. Os paulicianos eram dualistas e iconoclastas, pois rejeitavam todo o mundo material. Teodora, pouco depois da restauração das imagens, ordenou que o exército convertessem os paulicianos bizantinos a força ou os executassem. Apesar de alguns terem escolhido a conversão, milhares foram mortos e muitos outros escaparam pelas fronteiras do império, sendo acolhidos e protegidos por Ambros, o Emir de Melitene, nas vazias terras fronteiriças entre o Império Bizantino e o Califado Abássida.

### Política externa

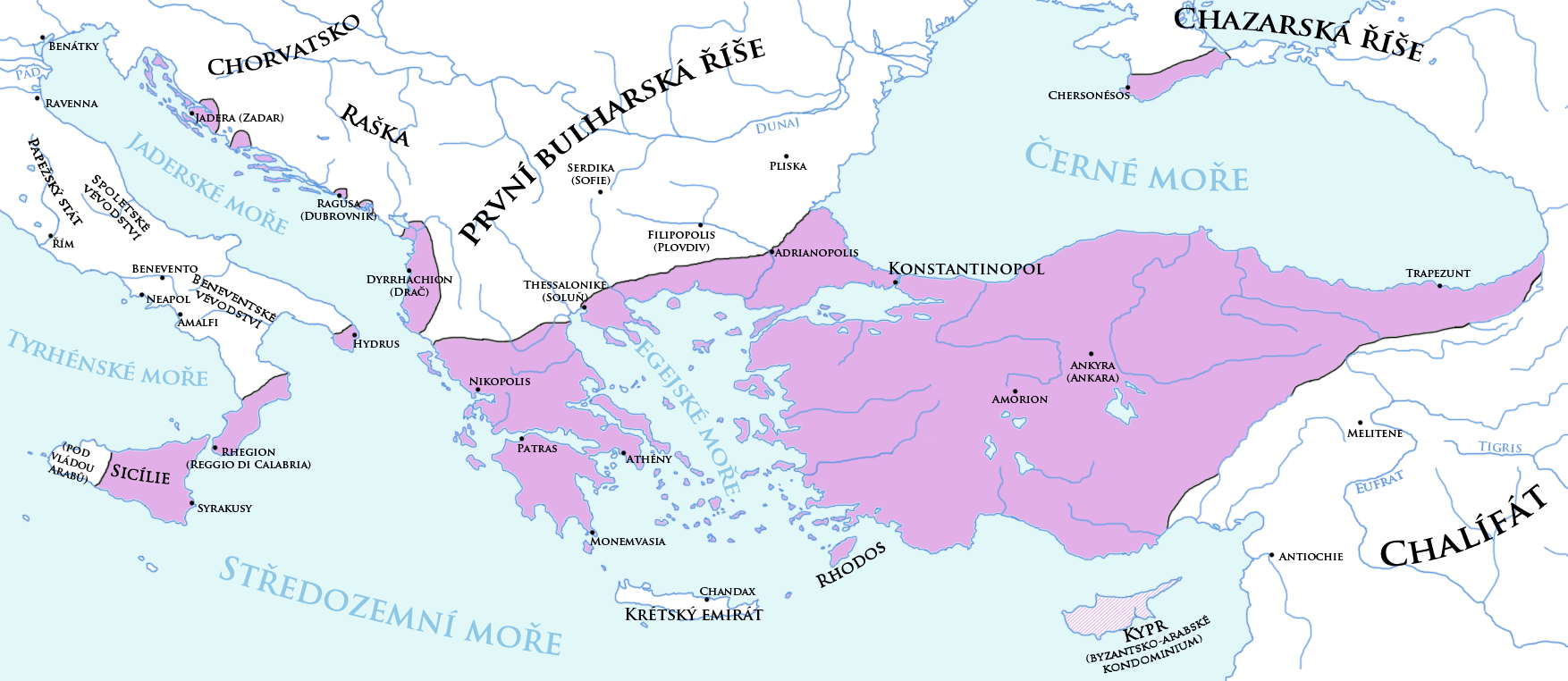
Mapa do Império Bizantino no início do reinado de Teodora

Teodora, com o objetivo de demonstrar que a ortodoxia poderia conquistar vitórias para o império além da iconoclastia, organizou em 853 uma expedição para retomar a ilha de Creta, que tinha sido perdida algumas décadas antes para os árabes. A expedição foi comandada por Nicetiata e Teoctisto e começou como um sucesso considerável, com a força de invasão conseguindo desembarcar e cercar as fortalezas inimigas. Entretanto, Teoctisto ficou preocupado quando ouviu rumores de que a imperatriz estava planejando nomear um novo imperador, possivelmente seu irmão Bardas, assim ele abandonou a campanha e correu de volta para Constantinopla. Os rumores eram falsos e Teodora planejava manter o poder para si, porém Teoctisto não foi capaz de retornar para Creta pois a Anatólia tinha sido invadida por Ambros. Teoctisto foi enviado com um exército para enfrentá-lo, mas os bizantinos foram derrotados na Batalha de Mauropótamo. Os árabes em Creta contra-atacaram em 854, destruindo a força de invasão bizantina e matando Nicetiata. Os bizantins tinham perdido a Batalha de Mauropótamo parcialmente por deserções para os árabes, algo que Teoctisto culpou Bardas, conseguindo convencer Teodora a expulsá-lo da corte. A imperatriz não resistiu muito contra a ideia de exilar o irmão talvez porque temia que Bardas tivesse certas ambições próprias. Teoctisto não perdeu prestígio com essas falhas e permaneceu influente na corte. Os iconoclastas não fizeram grande uso das derrotas militares como propaganda.
Com exceção da perda da Sicília e alguns pequenos ataques e incursões no leste, o Império Bizantino permaneceu em sua maior parte seguro de ameaças árabes durante o reinado de Teodora, gozando como um todo de um período estendido de relativa paz. O cã Presiano I da Bulgária fez em 846 uma incursão na Macedônia e Trácia aproveitando-se da expiração de um tratado de trinta anos entre os dois países, porém foi repelido e forçado a assinar um novo tratado. Teodora organizou uma expedição em 848 para tentar retomar a Sicília, porém foi derrotada pelos defensores árabes. Ali ibne Iáia Alarmani, Emir de Tarso, atacou territórios imperiais em 851 e 854, possivelmente por enxergar como sinal de fraqueza um império governado por uma jovem viúva e seu filho criança. Estas incursões causaram poucos danos, mas Teodora decidiu retaliar ao enviar equipes de incursão para atacar o litoral do Egito em 853 e 854. Os bizantinos queimaram em 853 a cidade egípcia de Damieta, enquanto em 855 um exército imperial invadiu os território de Ali e saqueou Anazarbo, tomando vinte mil prisioneiros. Alguns prisioneiros que se recusaram a se converterem ao cristianismo foram executados por ordens de Teoctisto. Segundo crônicos posteriores, estes sucessos, especialmente o saque de Anazarbo, impressionaram até mesmo os próprios árabes.

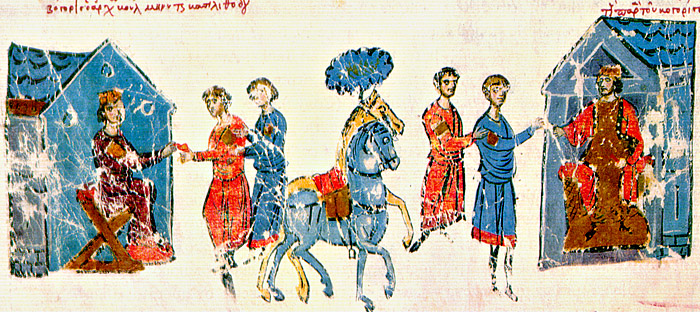
Iluminura do século XIII de Teodora e Bóris trocando embaixadores

O cnezo Bóris I da Bulgária, pouco depois do saque de Anazarbo, começou a fazer ameaças contra o Império Bizantino pois o tratado com a Bulgária firmado por seu pai Presiano estava para espirar novamente, porém foi convencido a renová-lo sem a necessidade de ação militar. Crônicos posteriores afirmaram, provavelmente embelezando em muito os fatos, que Teodora ameaçou Bóris de que iria liderar pessoalmente um exército bizantino contra o Bulgária caso ele invadisse o império, também dizendo que alcançar uma vitória sobre uma mulher tampouco seria algo considerado como uma grande realização militar.
O império conseguiu ficar em vantagem sobre os búlgaros e abássidas. As tribos eslávicas do Peloponeso em algum momento também foram forçadas a pagar tributos. Teodora continuou a política de Teófilo de pagar salários altos aos soldados, mas mesmo assim foi capaz de manter um pequeno superávit no orçamento imperial e aumentou um pouco as reservas de ouro.

### Queda
Miguel completou quinze anos em 855, deixando-o próximo da maioridade em que poderia reinar por conta própria. Segundo o relato contado por Simeão Logóteta, Miguel tomou Eudócia Ingerina como amante e algum tempo depois a casou com seu amigo e coimperador, Basílio I. Entretanto, esta narrativa é contestada e a neutralidade de Simeão debatida, com outras fontes contemporâneas não descrevendo nada do tipo, levando alguns historiadores bizantinos proeminentes, como George Ostrogorsky e Nicholas Adontz, a descartar essa história. Independentemente, apesar do reinado de Teodora ter sido muito bem-sucedido, tanto ela quanto Teoctisto estavam insatisfeitos com Miguel, que negligenciava as questões de estado em favor de corridas de bigas, bebedeiras e tempo passado com sua suposta amante Eudócia. Teodora decidiu organizar um desfile de noivas para o filho na esperança de que um casamento talvez o colocasse no caminho certo. Foi permitido que Eudócia estivesse presente, mas tanto a imperatriz quanto Teoctisto a desqualificaram por supostamente não ser mais virgem. Miguel então se casou com Eudócia Decapolitissa contra sua vontade.
Miguel ficou irritado por não escolher a própria esposa, assim resolveu derrubar sua mãe. Ele também ficou preocupado com rumores sem fundamento de que Teodora estava planejando se casar novamente, talvez com Teoctisto, ou casar alguma das irmãs de Miguel com um nobre. Estes rumores, iniciados por Bardas, ainda diziam que a imperatriz planejava manter o poder, elevar alguém ao torno e cegar e depor Miguel, seguindo os mesmos passos de Irene. Miguel chamou Bardas de volta para Constantinopla depois de anos de exílio e juntos assassinaram Teoctisto em novembro de 855. A conspiração também teve o apoio de Maria, uma das irmãs de Teodora, mas a intenção original talvez não fosse matar Teoctisto, mas sim humilhá-lo e forçá-lo ao exílio. Entretanto, Miguel ordenou que seus guardas o matassem. Segundo José Genésio, Teodora descobriu o que estava acontecendo e correu para salvar Teoctisto, mas foi afugentada por um dos conspiradores. Ela ficou arrasada pela perda de seu amigo e confidente, ficando enraivecida contra Miguel e os outros conspiradores por meses. Teodora chegou a gritar com o filho de que ele tinha matado um homem que "agiu como um segundo pai". Miguel foi incapaz de aplacar sua mãe, assim se declarou o único imperador em 15 de março de 856, depondo-a formalmente e lhe tirando o título de augusta. O catalisador final talvez tenha sido a participação de Teodora em uma possível conspiração para assassinar Bardas. Também é possível que alguns senadores queriam restaurá-la ao poder, mas Teodora recusou. Ela aceitou sua deposição e se recusou a causar quaisquer danos que poderiam vir de uma disputa pelo poder.

## Fim de vida e legado

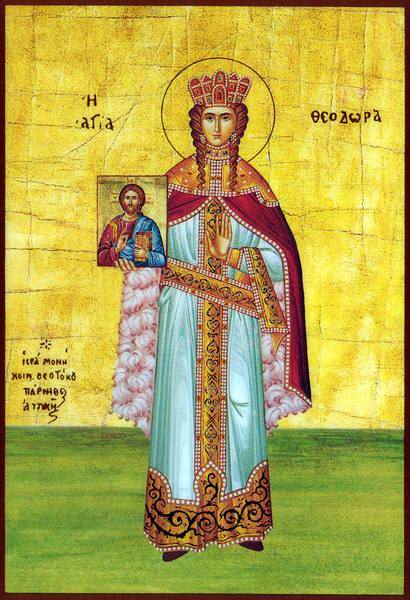
Imagem grega do século XIX de Teodora como santa

Teodora continuou a viver no palácio imperial até 857 ou 858, quando ela e as filhas foram confinadas no Mosteiro de Gástria, apesar do patriarca Inácio ter se recusado a lhes dar tonsuras porque não tinham se tornado freiras por vontade própria. Fontes posteriores registram que no exílio Teodora teve pena de vários homens que foram até ela por proteção por diferentes motivos, ajudando-os como podia. É possível que ela foi solta por volta de 863, recebendo permissão de Miguel para desempenhar um papel cerimonial. Talvez seu título de augusta tenha sido restaurado. Teodora continuou a ressentir Bardas, que alcançou cargos elevados no reinado de Miguel. Ela lhe enviou em 866 uma túnica que era intencionalmente muito curta e com um perdiz dourado, algo interpretado por Bardas como um sinal de enganação.
Miguel e Teodora se reconciliaram no final da vida de ambos. Ela convidou o filho em 867 para um jantar em 25 de setembro e ambos aparentemente tomaram medidas com o objetivo de garantir que a ocasião fosse o mais agradável possível. Entretanto, este jantar nunca ocorreu pois Miguel foi assassinado por Basílio após um jantar no dia anterior. Teodora há muito desconfiava de Basílio, mas não tinha poderes para fazer algo. Ela morreu ainda no mesmo ano, algum momento após o assassinato de Miguel. Seu último registro foi durante o funeral do filho, quando ela e suas filhas estiveram presentes e choraram sobre seu corpo. Teodora foi enterrada no Mosteiro de Gástria.
Teodora foi muito conceituada pelas gerações seguintes, sendo lembrada como uma líder formidável, tanto por trazer um fim para a iconoclastia quanto por seus negócios bem-sucedidos com potências estrangeiras. É reconhecida como santa pela Igreja Ortodoxa, sendo comemorada em 11 de fevereiro por seu papel no fim da iconoclastia. A historiadora Lynda Garland avaliou que Teodora foi "uma mulher de caráter que foi capaz de excluir seu irmão do poder sem dificuldade, que não tinha medo de falar o que pensava quando necessário e que era completamente capaz de governar um império".

### Citações
1. ↑   Karagianni 2013, pp. 15, 22
2. 1 2 3  Elton 1825, p. 304.
3. ↑   Karagianni 2013, p. 22
4. ↑   Marciniak & Nilsson 2020, p. 386
5. ↑   Baumstark 2011, p. 128
6. ↑   Bussell 1910, p. xiii
7. ↑   Greenwalt 2002, p. 344
8. 1 2 3 4 5   Garland 1999, p. 102
9. 1 2 3 4   Treadgold 1997, p. 438
10. 1 2 3 4 5 6 7 8 9 10 11 12   Kajdan 1991, p. 2037
11. 1 2 3 4 5 6   Garland 1999, p. 96
12. ↑   Herrin 2002, p. 186
13. ↑   Herrin 2002, p. 185
14. ↑   Kaldellis 2019, p. 172
15. ↑   Kajdan 1991, p. 1279
16. ↑   Herrin 2002, p. 188
17. 1 2 3   Treadgold 1997, p. 437
18. 1 2 3 4 5 6   Garland 1999, p. 98
19. 1 2 3   Herrin 2002, p. 190
20. ↑   Bury 1912, p. 82
21. ↑   Bury 1912, p. 84
22. ↑   Herrin 2002, pp. 200–201
23. ↑   Herrin 2002, p. 171
24. 1 2 3 4   Herrin 2002, p. 191
25. 1 2 3 4   Garland 1999, p. 99
26. 1 2 3   Garland 1999, p. 100
27. 1 2   Herrin 2013, p. 62
28. 1 2 3   Herrin 2002, p. 192
29. 1 2   Garland 1999, pp. 100–101
30. ↑   Herrin 2002, p. 181
31. 1 2 3   Herrin 2013, p. 76
32. ↑   Herrin 2013, p. 105
33. ↑   Herrin 2002, p. 199
34. 1 2   Treadgold 1997, p. 445
35. ↑   Kajdan 1991, p. 2066
36. 1 2 3 4 5   Treadgold 1997, p. 446
37. 1 2   Herrin 2013, p. 30
38. 1 2   Herrin 2002, p. 2
39. ↑   Bury 1912, pp. 144, 159
40. ↑  Ringrose 2008, p. 78.
41. ↑  Griffith 2001, p. 155.
42. ↑   Garland 1999, p. 103
43. ↑   Herrin 2002, p. 216
44. 1 2   Herrin 2002, p. 202
45. ↑   Herrin 2013, p. 66
46. ↑   Greenwalt 2002, pp. 343–344
47. ↑   Herrin 2013, p. 327
48. 1 2 3 4   Herrin 2013, p. 213
49. ↑   Herrin 2002, p. 204
50. 1 2   Garland 1999, p. 101
51. 1 2 3 4 5   Treadgold 1997, p. 447
52. ↑   Herrin 2013, pp. 204, 211
53. ↑   Herrin 2013, p. 211
54. 1 2   Treadgold 1997, p. 448
55. 1 2 3 4 5 6   Garland 1999, p. 104
56. ↑   Herrin 2002, p. 215
57. ↑   Treadgold 1997, pp. 448–449
58. 1 2 3 4   Treadgold 1997, pp. 448–450
59. 1 2 3 4   Herrin 2002, p. 236
60. 1 2 3 4 5 6 7 8 9   Treadgold 1997, p. 450
61. ↑   Ostrogorsky 1956, p. 233
62. 1 2   Herrin 2002, p. 226
63. 1 2 3   Garland 1999, p. 105
64. 1 2 3   Herrin 2002, p. 228
65. 1 2   Treadgold 1997, p. 451
66. 1 2 3 4 5   Kajdan 1991, p. 2038
67. ↑   Herrin 2002, p. 232
68. ↑   Herrin 2002, p. 229
69. ↑   Herrin 2002, pp. 232–233
70. ↑   Garland 1999, p. 107
71. ↑   Garland 1999, p. 108